# Оборот вагона
Оборо́т грузово́го ваго́на — железнодорожный термин; это среднее время его полного производственного цикла – от начала погрузки до начала следующей погрузки. Измеряется в сутках. Является основным показателем использования парка грузовых вагонов.
Кроме того, существует понятие оборот пассажирского вагона (состава) — это время, затрачиваемое на выполнение цикла операций с момента отправления пассажирского вагона (состава) в рейс со станции приписки до отправления его с той же станции в следующий рейс. Измеряется в сутках.

## Оборот грузового вагона
Для подразделений, в пределах которых полный цикл операций не состоялся, оборот определяется от момента окончания погрузки или приема вагона в груженом состоянии до момента окончания следующей погрузки или сдачи в груженом состоянии.
Можно также вести расчет от момента приема вагона в груженом состоянии до момента окончания следующей погрузки или сдачи в груженом или порожнем состоянии, а также — от момента приема в порожнем состоянии до момента окончания погрузки.
Оборот грузового вагона {\displaystyle \vartheta }, сут, определяется по основной формуле: {\displaystyle \vartheta ={\frac {n}{U}}}где {\displaystyle n} — рабочий парк вагонов, выраженный в вагоно-сутках; {\displaystyle U} — работа рабочего парка, ваг.
Оборот грузового вагона также может быть вычислен по формуле: {\displaystyle \vartheta ={\frac {1}{24}}\times \left({\frac {(1+\alpha )\times l_{\text{гр}}}{v_{\text{уч}}}}+{\frac {(1+\alpha )\times l_{\text{гр}}}{L_{\text{тех}}}}\times t_{\text{тех}}+k_{\text{м}}\times t_{\text{гр}}\right)}где {\displaystyle \alpha } — коэффициент порожнего пробега; {\displaystyle l_{\text{гр}}} — груженый рейс вагона, км; {\displaystyle v_{\text{уч}}} — участковая скорость, км/ч; {\displaystyle L_{\text{тех}}} — средний пробег между техническими станциями, км; {\displaystyle t_{\text{тех}}} — средний простой на одной технической станции, ч; {\displaystyle k_{\text{м}}} — коэффициент местной работы; {\displaystyle t_{\text{гр}}} — простой, приходящийся на одну грузовую операцию, ч.
Оборот грузового вагона — общий комплексный качественный показатель работы железнодорожного транспорта, отражающий результаты технической, экономической и организаторской деятельности всех звеньев железных дорог, характеризует как степень использования вагона, так и сложность работы, дисциплинированность и организованность железнодорожников.
По сети железных дорог в целом и по железным дорогам (регионам) в отдельности оборот грузового вагона может быть определён как средний для всех вагонов рабочего парка (см. в статье Вагонный парк), а также для отдельных категорий этого парка по ряду вагонов и по отдельным видам перевозок. 
Оборот грузового вагона определяет потребность в вагонах рабочего парка для выполнения перевозок. Чем быстрее оборачивается вагон, тем меньше оборот вагона и, следовательно, тем с меньшим вагонным парком можно выполнить заданные размеры перевозок. Соответственно при этом увеличивается и количество грузов, которое можно перевезти имеющимся в наличии вагонным парком.
В настоящее время существенное влияние на возможность управления оборотом грузового вагона со стороны ОАО «РЖД» оказывает факт нахождения вагонов в собственности операторских компаний.

### Элементы оборота грузового вагона
Время оборота грузового вагона включает 2 группы показателей:
- количественные, зависящие от объёма и направления вагонопотоков;
- качественные, которые характеризуют качество и организацию работы станций и участков и определяются действующим графиком движения поездов, планом формирования поездов и нормами технологических процессов работы станций.

В приведенной выше трехчленной формуле первый член показывает, какая часть времени затрачивается в пути, второй — затраты времени на технических станциях, и третий — продолжительность нахождения вагона под грузовыми операциями.
К показателям, входящим в формулу оборота вагона и зависящим от качества выполнения работниками своих обязанностей, относятся: участковая скорость, средний простой транзитного вагона на технической станции и средний простой местного вагона, приходящийся на грузовую операцию.

### Виды оборота грузового вагона
Кроме общего оборота вагона, определяют также оборот местного вагона, то есть среднее время нахождения на железной дороге (регионе) гружёных вагонов, следующих под выгрузку на данную железную дорогу (регион), от момента приёма их с другой железной дороги (региона) или погрузки в местном сообщении до момента выгрузки их на данном подразделении, и оборот порожнего вагона, то есть среднее время нахождения на железной дороге (регионе) вагона в порожнем состоянии. Значения оборота местного вагона и оборота порожнего вагона служат для определения норм парков местных и порожних вагонов.

### Ускорение оборота грузового вагона
Ускорение оборота грузового вагона — важнейшая задача борьбы за улучшение работы железнодорожного транспорта. Большое влияние на ускорение оборота грузового вагона в середине XX века оказали мероприятия по широкому внедрению на железнодорожной сети электрической и тепловозной тяги, усилению и реконструкции пути, переводу вагонного парка на автоматическую сцепку, внедрению устройств автоматики и телемеханики. Наряду с осуществлением технической реконструкции, важное значение имеют дальнейшее совершенствование технологии работы станций, обеспечение ритмичной работы всех подразделений железных дорог, широкое распространение передовых методов труда.
Пути дальнейшего ускорения оборота грузового вагона: 
- сокращение гружёного рейса вагона путём устранения нерациональных перевозок;
- сокращение порожнего пробега вагонов;
- комплексная механизация погрузочно-разгрузочных работ и сокращение простоя вагонов под грузовыми операциями;
- дальнейшее повышение скорости движения грузовых поездов;
- сокращение простоя вагонов на станциях;
- формирование поездов с максимальной грузовой массой, совершенствование всей системы управления железнодорожным транспортом.